# Ринцлер, Лиза
Лиза Ринцлер (англ. Lisa Rinzler; род. 30 ноября 1955, Нью-Джерси, США) — американский кинооператор.

## Биография
Родилась 30 ноября 1955 года в штате Нью-Джерси, США. Училась в институте Пратта в Бруклине, и в школе искусств Тиш в Нью-Йорке, закончила обучение в 1978 году. Карьеру кинооператора начинала со съёмок короткометражных и документальных картин. Дважды становилась лауреатом премии «Независимый дух» за операторскую работу в фильмах «Угроза обществу» и «Три сезона».

## Избранная фильмография
- 1987 — Безумие улиц / Forever, Lulu (реж. Амос Коллек)
- 1992 — Без ума от оружия / Guncrazy (реж. Тамра Дэвис)
- 1993 — Угроза обществу / Menace II Society (реж. Братья Хьюз)
- 1995 — Мёртвые президенты / Dead Presidents (реж. Братья Хьюз)
- 1996 — Под сенью крон / Trees Lounge (реж. Стив Бушеми)
- 1999 — Три сезона / Three Seasons (реж. Тони Буи)
- 2000 — Поллок / Pollock (реж. Эд Харрис)
- 2002 — Добро пожаловать в Коллинвуд / Welcome to Collinwood (реж. Братья Руссо)
- 2002 — С любовью, Лайза / Love Liza (реж. Тодд Луизо)
- 2003 — Душа человека[англ.] / The Soul of a Man (реж. Вим Вендерс)
- 2004 — Барабан / Drum (реж. Зола Масеко)
- 2006 — Ночной слушатель / The Night Listener (реж. Патрик Стеттнер)
- 2010 — Тайный знак / An Invisible Sign (реж. Мэрилин Агрело)